# Symeon (Szostacki)
Symeon, imię świeckie Wołodymyr Iwanowycz Szostacki (ur. 3 listopada 1962 w Rajkowcach) – ukraiński biskup prawosławny, w latach 1996–2018 biskup Ukraińskiego Kościoła Prawosławnego Patriarchatu Moskiewskiego, następnie Kościoła Prawosławnego Ukrainy.

## Życiorys
Urodził się w rodzinie chłopskiej. W latach 1980–1982, po ukończeniu szkoły średniej, odbył służbę wojskową. W latach 1983–1987 uczył się w Instytucie Medycznym w Winnicy, zaś od 1987 do 1991 – w moskiewskim seminarium duchownym. 6 grudnia 1990 złożył wieczyste śluby mnisze w Monasterze Daniłowskim w Moskwie, przyjmując imię Symeon na cześć św. Symeona Słupnika. 14 stycznia 1991 został wyświęcony na hierodiakona, zaś 28 kwietnia tego samego roku na hieromnicha. W Monasterze Daniłowskim przebywał do 1994. W wymienionym roku został studentem Kijowskiej Akademii Duchownej, zamieszkując w ławrze Peczerskiej. Od 7 kwietnia 1995 igumen, zaś od 23 listopada archimandryta. 
4 maja 1996 miała miejsce jego chirotonia na biskupa włodzimiersko-wołyńskiego. 10 maja 2002 podniesiony do godności arcybiskupiej. 10 czerwca 2007 został przeniesiony do eparchii winnickiej.
W 2011 otrzymał godność metropolity.
W 2014, w czasie Soboru Biskupów dokonującego wyboru nowego metropolity kijowskiego i całej Ukrainy, uzyskał w pierwszej turze dziewięć głosów poparcia, co oznaczało trzecie miejsce w głosowaniu (wybrany został ostatecznie metropolita czerniowiecki i bukowiński, locum tenens metropolii Onufry). Według niektórych źródeł kandydaturę Symeona popierał prezydent Ukrainy Petro Poroszenko.
15 grudnia 2018 r. jako jeden z dwóch biskupów Ukraińskiego Kościoła Prawosławnego Patriarchatu Moskiewskiego wziął udział w soborze, na którym ogłoszone zostało utworzenie Kościoła Prawosławnego Ukrainy. Postąpił tak wbrew stanowisku swojego Kościoła i w związku z tym został z niego wykluczony. Metropolita Symeon był jednym z kandydatów na zwierzchnika nowego Kościoła, jednak zajął w głosowaniu drugie miejsce, przegrywając z metropolitą białocerkiewskim i perejasławskim Epifaniuszem z Ukraińskiego Kościoła Prawosławnego Patriarchatu Kijowskiego. 16 grudnia Symeon potwierdził swoje przejście do Kościoła Prawosławnego Ukrainy podczas Świętej Liturgii w soborze Przemienienia Pańskiego w Winnicy.
W grudniu 2018 r. został stałym członkiem Synodu Kościoła Prawosławnego Ukrainy.
W 2019 r. odznaczony Orderem Jarosława Mądrego IV stopnia.